# Costantino Cristiano Luna Pianegonda
Costantino Cristiano Luna Pianegonda OFM (* 19. Dezember 1910 in Recoaro Terme, Venetien, Italien; † 1. September 1997) war ein italienischer Ordensgeistlicher und Bischof von Zacapa in Guatemala.

## Leben
Costantino Cristiano Luna Pianegonda trat der Ordensgemeinschaft der Franziskaner bei und empfing am 1. Juli 1934 das Sakrament der Priesterweihe.
Papst Pius XII. ernannte ihn am 30. November 1955 zum ersten Bischof des bereits 1951 errichteten Bistums Zacapa. Die Bischofsweihe spendete ihm der Apostolische Nuntius in Guatemala, Erzbischof Gennaro Verolino, am 6. Januar des folgenden Jahres. Mitkonsekratoren waren der Erzbischof von Guatemala, Mariano Rossell y Arellano, und der Bischof von Verapaz, Cobán, Raymundo Julian Martín OP.
Er nahm an allen vier Sitzungsperioden des Zweiten Vatikanischen Konzils als Konzilsvater teil.
Papst Johannes Paul II. nahm am 16. Februar 1980 seinen vorzeitigen Rücktritt an.